# PhoneSat

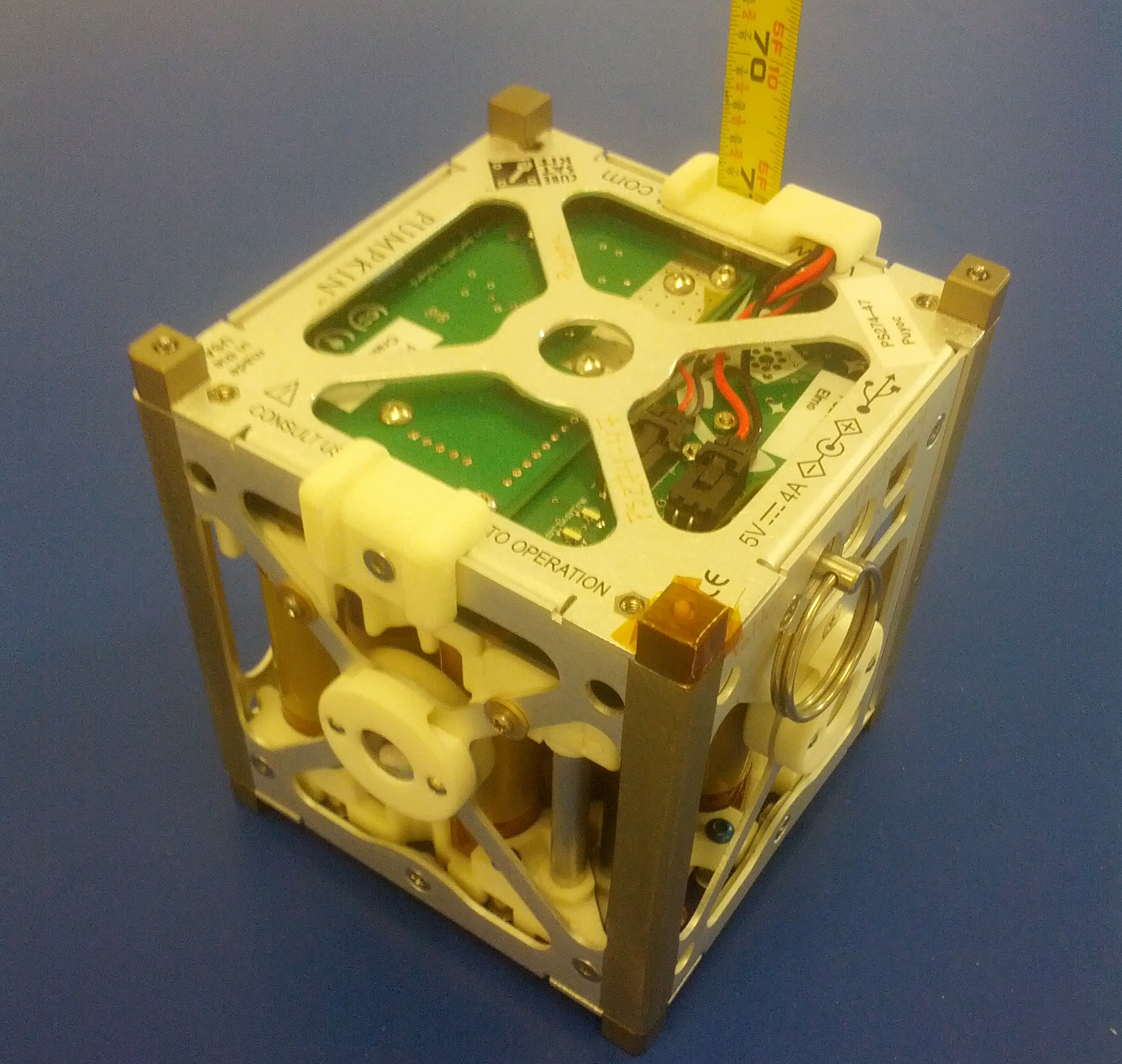
PhoneSat Graham

PhoneSat ist ein Programm am Ames Research Center der NASA, bei dem handelsübliche, kostengünstige Smartphones für die Avionik von Cubesat-Satelliten verwendet werden.

## Starts
Am 21. April 2013 wurden die drei ersten PhoneSats Alexander, Graham und Bell gestartet. Der Start erfolgte vom Mid-Atlantic Regional Spaceport mit einer Antares-Rakete, als Sekundärnutzlast zusammen mit einer Cygnus-Attrappe und dem kommerziellen Dove-1-CubeSat. Die Satelliten erinnerten mit ihren Namen an den Erfinder des Telefons Alexander Graham Bell.
Diese drei PhoneSats sendeten als Amateurfunksatelliten unter dem Amateurfunkrufzeichen KJ6KRW auf der Frequenz 437,425 MHz in der Betriebsart AX.25. Sie verglühten am 26./27. April beim Wiedereintritt in die Erdatmosphäre.
Phonesat 2.4 startete am 20. November 2013 auf einer Minotaur-I-Rakete.
Phonesat 2.5 startete am 18. April 2014 auf einer Falcon 9.